# Cmentarz żydowski w Lututowie
Cmentarz żydowski w Lututowie – kirkut społeczności żydowskiej niegdyś zamieszkującej Lututów. Nie wiadomo dokładnie kiedy powstał. Został zniszczony przez Niemców podczas II wojny światowej i obecnie brak na nim zachowanych nagrobków. Ma powierzchnię 1,5 ha i znajduje się na niewielkim pagórku na południowy zachód od miejscowości, na wschód od drogi krajowej nr 14.